# Xã Jackson, Quận Lyon, Kansas
Xã Jackson (tiếng Anh: Jackson Township) là một xã thuộc quận Lyon, tiểu bang Kansas, Hoa Kỳ. Năm 2010, dân số của xã này là 979 người.